# Ішан Каттер
Ішан Каттер (англ. Ishaan Khatter; нар. 1 листопада 1995) — індійський актор, син акторів Раджеша Каттара та Ніліми Азім. Дебютував на екрані в дитинстві у фільмі 2005 року «Життя таке прекрасне», у якому знявся разом зі зведеним братом Шахідом Капуром.
Першу головну роль виконав у драмі Маджида Маджиді «За хмарами» (2017). За роль наркодилера став лавреатом нагороди Filmfare за найкращий чоловічий дебют. Його перший комерційний успіх прийшов з романтичною драмою «Стукіт серця» (2018). Він знімався в британському мінісеріалі «Пригожий наречений» (2020) та американському мінісеріалі «Чудова пара» (2024).

## Ранні роки
Народився в сім'ї акторів Ніліми Азіми та Раджеша Каттара. Його зведений брат Шахід Капур є сином Азіма від її першого шлюбу з актором Панкаджем Капуром. Каттер описує себе як людину, яка пишається своїми сімейними цінностями. Він пояснює, що виріс у сім'ї, де було багато культури, кіно- та театрального мистецтва, і що він продовжує розвиватися як актор. Освіту здобув в Мумбаї. Вивчав танці в академії Шиамака Давара.
Після першої появи на екрані в дитинстві у фільмі 2005 року «Життя таке прекрасне», з його зведеним братом Шахідом Капуром у головній ролі, працював асистентом режисера Абхішека Чаубі над його фільмом «Літний Пенджаб» (2016) і Даніша Рензу над незалежним фільмом «Напіввдова» (2017).

## Кар'єра

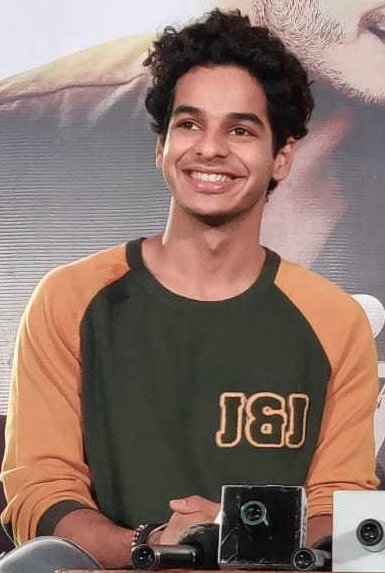
Каттер у 2018 році

У дорослому віці вперше зіграв у фільмі «За хмарами» (2017) режисера Маджида Маджиді, у якому виконав роль торговця наркотиками Аміра. Прем'єра відбулася на Лондонському кінофестивалі BFI, а 2018 року вийшов у кінопрокат. Дебора Янг у рецензії для «Голівуд-репортер» зазначила, що «примітна екранна харизма Каттера має хороші перспективи для його майбутньої кар'єри». Він отримав нагороду за найкращу чоловічу роль на 5-му Міжнародному Босфорському кінофестивалі та нагороду Filmfare за найкращий чоловічий дебют.
Виконав головну роль у романтичній драмі Шашанка Хайтана «Стукіт серця» (2018), ремейку фільму «Дикий» (2016), знятий мовою маратхі, у якому дебютувала Джанві Капур. У ньому розповідається про двох молодих закоханих із сільської місцевості Раджастану, які стикаються з політичною опозицією їхнім стосункам через кастову дискримінацію. Удай Бхатія з газети «Mint» розкритикував стрічку за відсутність глибини оригінального фільму, але помітив «душевність [Каттера], яка суперечить нинішній схильності гінді-кінематографа до нахабних, гіперактивних екранних образів чоловіків». Шубхрі Гупті з «The Indian Express» також не сподобався фільм, але назвав Каттера «природним» виконавцем і звернув увагу на його «рухливе, виразне обличчя». Попри критику стрічкаа стала комерційно успішною.
2020 року зіграв головну роль у британському мінісеріалі «Пригожий наречений», адаптації однойменного роману Вікрама Сета Міри Наїр, де він грав у парі з Табу. Серіал показували на BBC One. Проєкт привернув його увагу зображенням роману між літньою жінкою та молодим чоловіком, який, як він сподівався, подолає суспільну стигму щодо таких стосунків. Г'юго Ріфкінд з «Таймс» визнав, що Каттер у своїй ролі був «достатньо харизматичним і небезпечним». Того ж року зіграв разом з Ананьєю Пандай у бойовику «Чорно-жовте таксі», який через пандемію COVID-19 вийшов у цифровому вигляді на Zee Plex.
2022 року знявся разом з Катріною Кеф і Сіддхантом Чатурведі в комедійному фільмі жахів «Телефонна будка». Рецензенти загалом не були вражені картиною, але Сайбал Чаттерджі з NDTV вважав, що «шарм і мужність», які Каттер додав у свою комічну роль, дозволили йому «[піти] з фільму». Наступного року знявся в рекламному короткометражному фільмі Apple Inc. «Відпочинок», знятому Вішалом Бхардваєм на iPhone 14 Pro. У воєнній драмі «Піппа», дія якої розгортається під час індійсько-пакистанської війни 1971 року, Каттер зіграв реального персонажа командувача армією Балрама Сінгха Мехту. Під час підготовки до ролі він проводив час з Мехтою та відвідував військовий табір. Планувалося випустити стрічку у прокат, але після кількох затримок фільм вийшов на Amazon Prime Video. Критик Rediff.com Суканья Верма висловив думку: «Ішан — актор високої якості, але в „Піппі“ він надто старається».
2024 року з'явився разом з акторським складом у «Чудової пари» в американському серіалі Netflix, основаному на однойменному детективному романі Елін Гільдербранд. Мей Абдулбакі з Screen Rant виявила, що підсюжет його персонажа має мінімальне значення для основної сюжетної лінії. У майбутньому індійському серіалі Netflix «The Royals» зіграє разом з Бхумі Педнекаром.

## Фільмографія
| Рік  |    | Українська назва     | Оригінальна назва  | Роль               |
| ---- | -- | -------------------- | ------------------ | ------------------ |
| 2005 | ф  | Життя таке прекрасне | वाह! लाइफ हो तो ऐसी!    | Ішан               |
| 2016 | ф  | Летний Пенджаб       | उड़ता पंजाब            |                    |
| 2017 | ф  | Напіввдова           | Half Widow         |                    |
| 2017 | ф  | За хмарами           | Beyond the Clouds  | Амір Ахмед         |
| 2018 | ф  | Стукіт серця         | धड़क                | Мадгакар Багла     |
| 2020 | с  | Пригожий наречений   | A Suitable Boy     | Ман Капур          |
| 2020 | ф  | Чорно-жовте таксі    | খালি পীলি              | Банда Блекі        |
| 2021 | ф  | Не дивіться вгору    | Don't Look Up      | Рагав Манавалан    |
| 2022 | ф  | Телефонна будка      | फोन भूत              | Галілео            |
| 2023 | кф | Відпочинок           | Fursat             | Нішу               |
| 2023 | ф  | Піппа                | Pippa              | Балрам Сінгх Мегта |
| 2024 | с  | Чудова пара          | The Perfect Couple | Шутер Дівал        |
|      | с  |                      | The Royals         |                    |

## Визнання
| Рік  | Нагорода                              | Категорія                    | плівка                    | Результат | Ref.   |
| ---- | ------------------------------------- | ---------------------------- | ------------------------- | --------- | ------ |
| 2017 | Міжнародний Босфорський кінофестиваль | Найращий актор               | За хмарами                | Перемога  | [ 16 ] |
| 2018 | Screen Awards                         | Найкращий чоловічий дебют    | Стукіт серця / За хмарами | Перемога  | [ 46 ] |
| 2019 | Zee Cine                              | Найкращий чоловічий дебют    | Стукіт серця / За хмарами | Перемога  | [ 47 ] |
| 2019 | Filmfare                              | Найкращий чоловічий дебют    | За хмарами                | Перемога  | [ 48 ] |
| 2019 | Міжнародна індійська кіноакадемія     | Зоряний дебют року — чоловік | Стукіт серця              | Перемога  | [ 49 ] |
| 2023 | Bollywood Hungama                     | Найстильніша зірка (чоловік) | Н/Д                       | Номінація | [ 50 ] |
| 2023 | Bollywood Hungama                     | Найстильніша нова ікона      | Н/Д                       | Номінація | [ 50 ] |